# James Carroll Beckwith

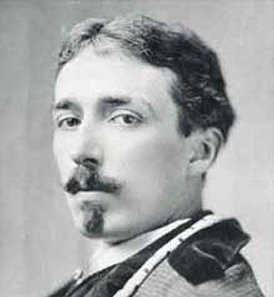
James Carroll Beckwith

James Carroll Beckwith (* 23. September 1852 in Hannibal; † 24. Oktober 1917 in New York City) war ein US-amerikanischer Maler, dessen vom Impressionismus geprägten Stil ihn zu einem einflussreichen Maler in seinem Heimatland machte. Seine Ausbildung absolvierte er zum Teil in Europa, zu seinen Lehrern gehörte Émile Auguste Carolus-Duran und er war eng mit John Singer Sargent befreundet. 

## Leben
James Carroll Beckwith wurde in Hannibal im US-amerikanischen Bundesstaat Missouri geboren. Sein Vater war N. M. Beckwith, der das US-amerikanische Komitee leitete, das die US-amerikanische Teilnahme an der Pariser Weltausstellung des Jahres 1867 koordinierte. Carroll Beckwith wuchs in Chicago auf, wo sein Vater einen Großhandel gegründet hatte. 1868 begann er Kunst an der Chicago Academy of Design unter Leitung von Walter Shirlaw zu studieren. 1871 ging er nach New York, um dort an der National Academy of Design unter Lemuel Wilmarth zu studieren. Von November 1873 bis 1878 ging er nach Europa, um in Paris seine Ausbildung fortzusetzen. 

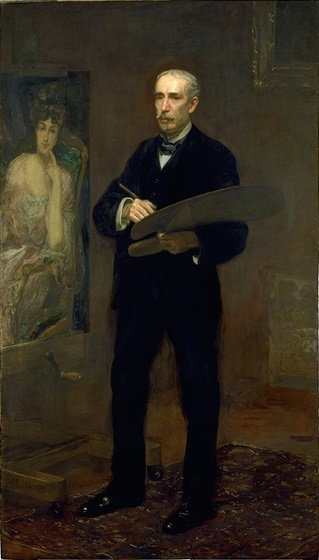
Thomas Eakins, Porträt von J. Carroll Beckwith, 1904

In Paris nahm er Zeichenunterricht bei Adolphe Yvon und wurde Schüler bei Carolus-Duran. Carolus-Duran wählte Beckwith und John Singer Sargent aus, damit diese ihm bei der Ausführung eines Wandgemäldes für das Palais du Luxembourg helfen sollten. Zwischen Beckwith und Sargent entwickelte sich eine enge Freundschaft, die auch den Zeitraum überdauerte, die Beckwith in den Vereinigten Staaten verbrachte.
James Caroll Beckwith kehrte 1878 erstmals wieder in die Vereinigten Staaten zurück. Er entwickelte sich dort sehr schnell zu einer wichtigen Figur in der US-amerikanischen Kunstszene. Seine Fähigkeit als Zeichner sicherten ihm eine Professur an der Art Students League of New York, wo er von 1878 bis 1882 und dann wieder von 1886 bis 1887 unterrichtete. Zwischen 1882 und 1886 hielt er sich wieder in Europa auf. James Carroll Beckwith heiratete am 1. Juni 1887 Bertha Hall. Sein Freund John Singer Sargent schenkte ihm eines seiner venezianischen Aquarelle als Hochzeitsgeschenk.
Beckwith spielte eine aktive Rolle bei der Gründung der „Fine Arts Society“ und war Präsident der „National Free Art League“, die sich zum Ziel gesetzt hatte, den Zoll abzuschaffen, der bei der Einführung von Kunstwerken zu entrichten war. Zu den von Beckwith porträtierten Persönlichkeiten zählten William Merritt Chase (1882), Miss Jordan (1883), Mark Twain, Theodore Roosevelt, Thomas Allibone Janvier, John McAllister Schofield und William M. Walton. Beckwith unterrichtete außerdem an der Art Students League of New York, wo Violet Oakley eine seiner Studentinnen war.
Beckwith erhielt während seines Lebens eine Reihe von Auszeichnungen. So erhielt Beckwith während der Pariser Weltausstellung des Jahres 1889 eine ehrenhafte Nennung und eine Goldmedaille während der Cotton States and International Exhibition in Atlanta in 1895 eine Goldmedaille. Auf der Weltausstellung in Paris im Jahre 1899 erhielt er eine Goldmedaille für sein vermutlich bekanntestes Porträt, das Porträt von William M. Walton, einem Anwalt aus Texas. 1902 gewann er eine Goldmedaille während Weltausstellung in Charleston und zeigte 1904 während der St. Louis World’s Fair sein Gemälde The Nautilus und ein Porträt seiner Frau. 1893 kehrte Carroll Beckwith nach Paris zurück, um dort eine Reihe von Wandgemälden auszuführen und führte danach ähnliche Arbeiten in den Vereinigten Staaten aus. Von 1910 bis 1914 lebte er in Italien, wo er zahlreiche Studien von Monumenten, Gebäuden und Landschaften ausführte.
1898 wurde er in die American Academy of Arts and Letters gewählt.
James Carroll Beckwith starb am 24. Oktober 1917 in New York City an einem Herzinfarkt. Seine Papiere, seine Skizzen und sein Tagebuch, das er seit 1871 bis zu seinem Tod geführt hatte, befinden sich heute in der National Academy of Design in New York City, wo er bereits 1894 zum Vollmitglied (NA) gewählt worden war.

## Auswahl von Werken

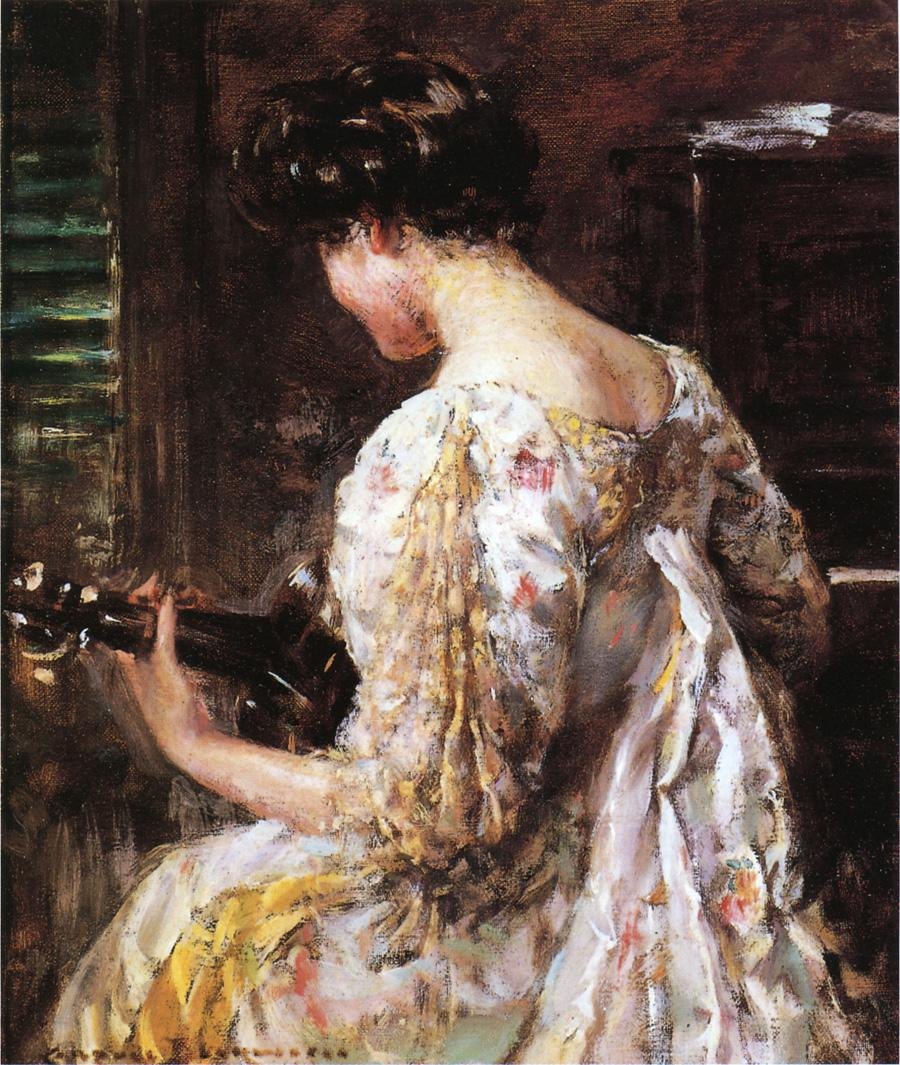
Woman with Guitar
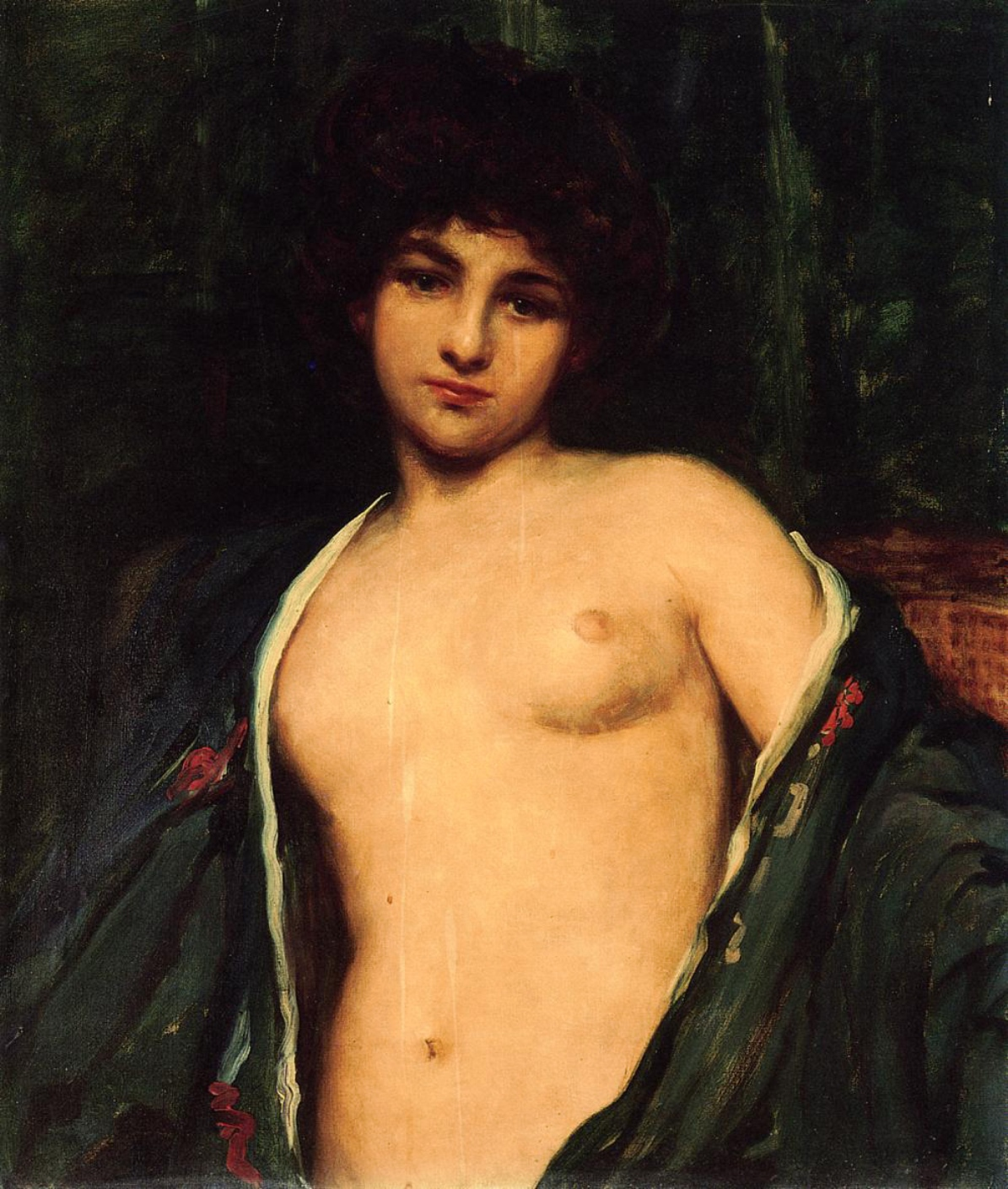
Portrait of Evelyn Nesbit, c. 1901.
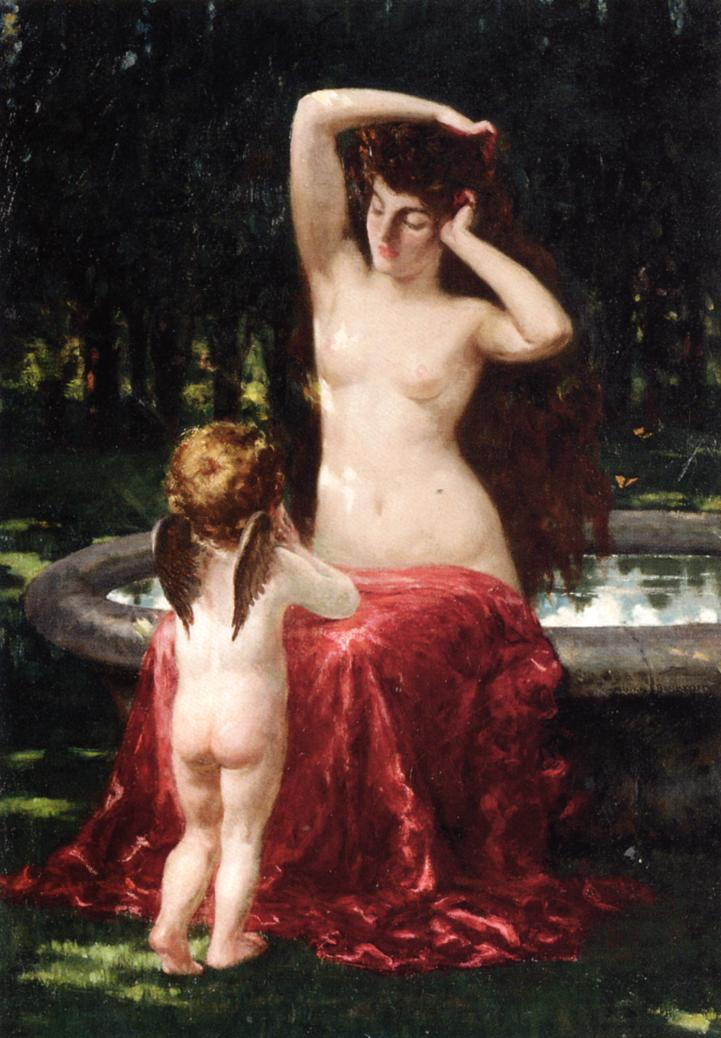
Sylvan Toilette, c. 1898
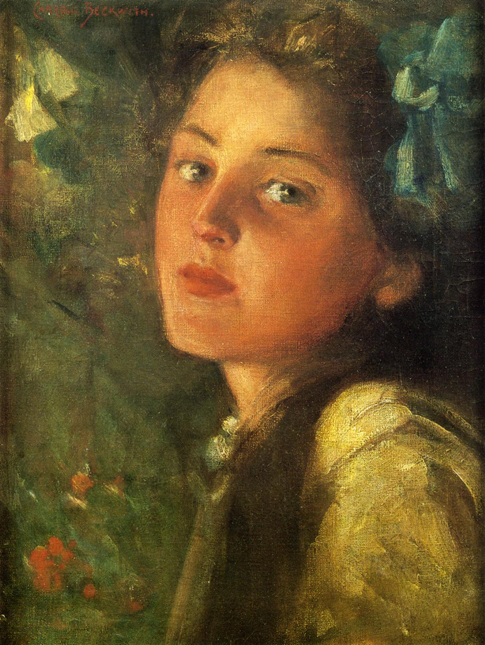
A Wistful Look.
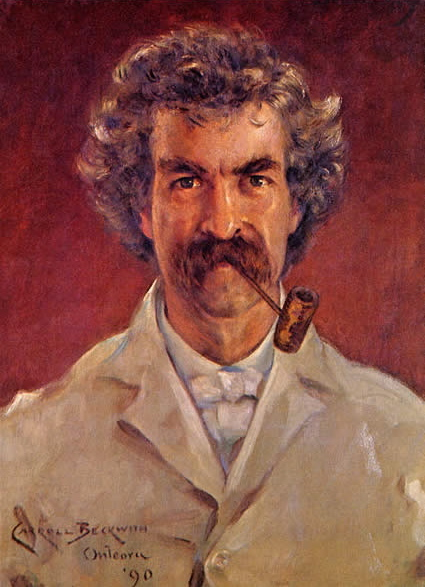
Mark Twain, 1890.
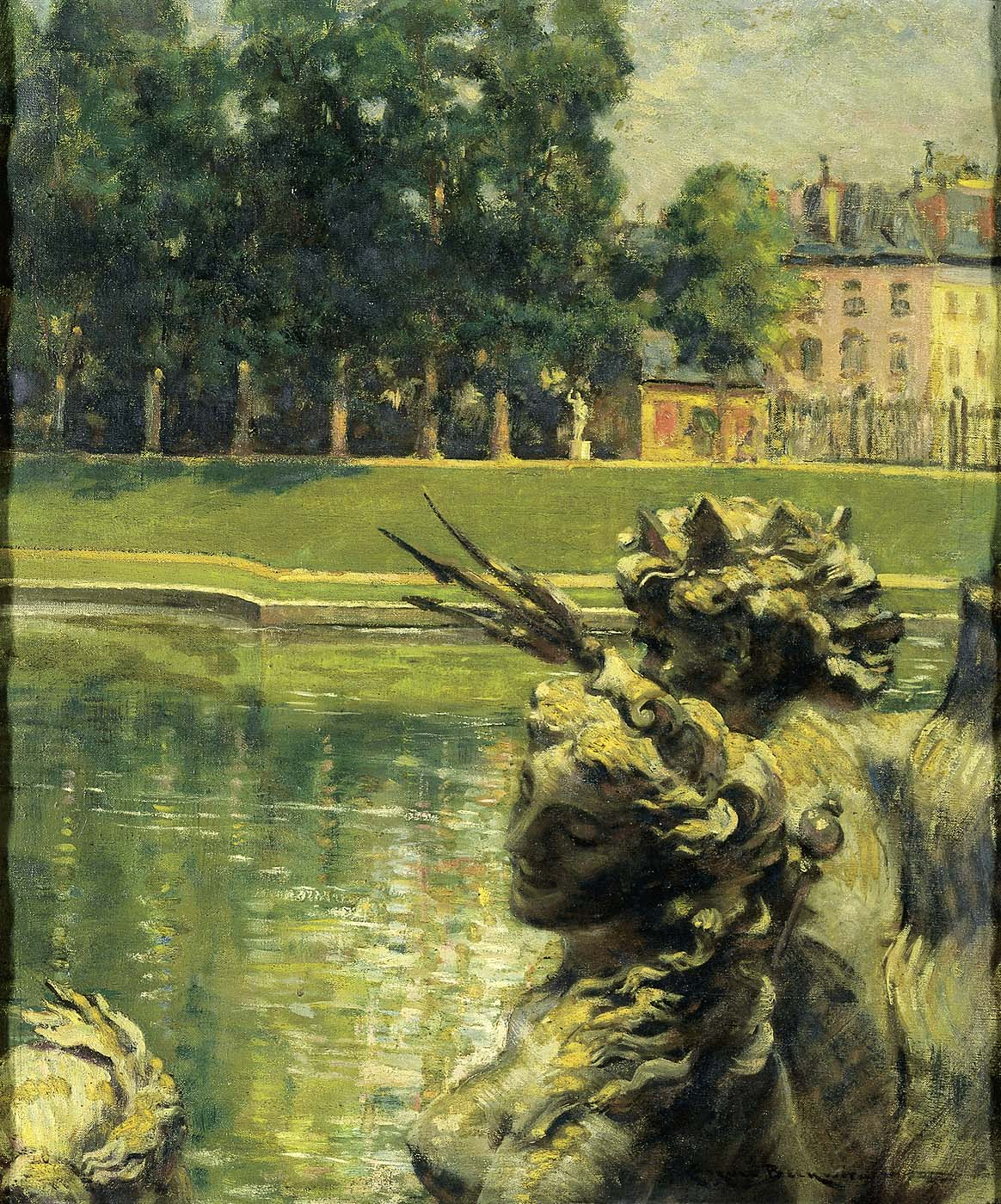
Bassin de Neptune Versailles.
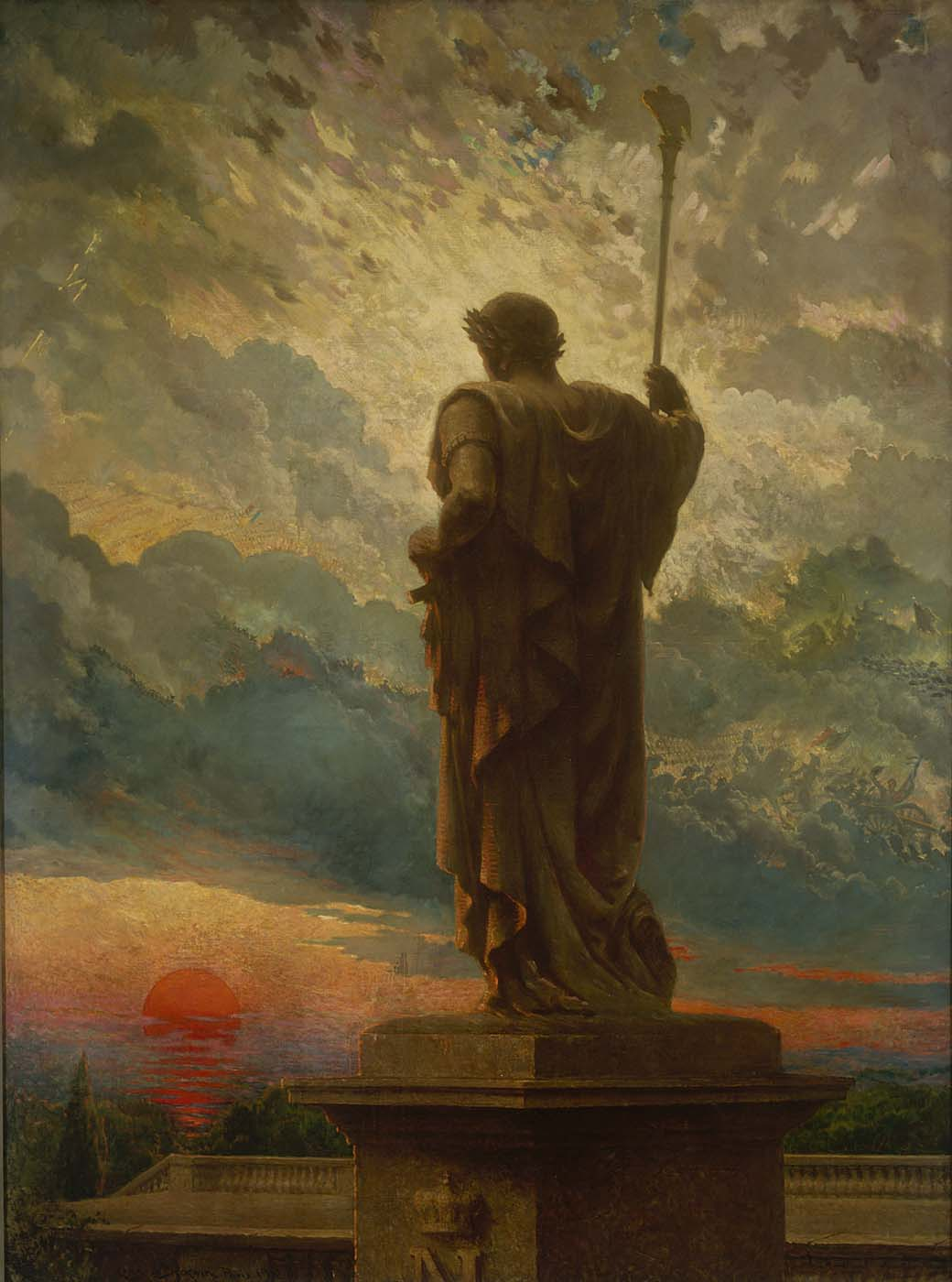
L’empereur.
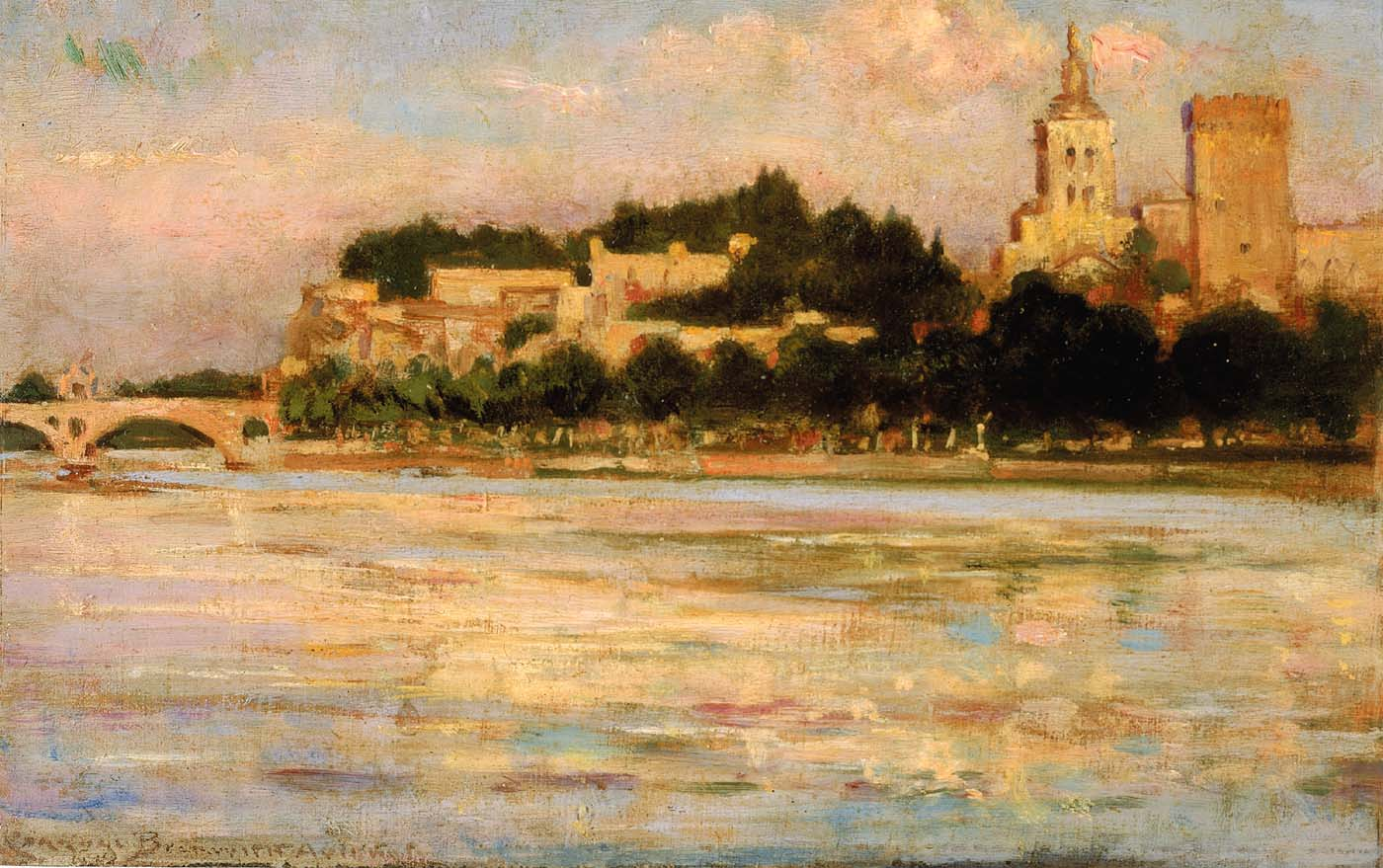
The Palace of the Popes and Pont d'Avignon.
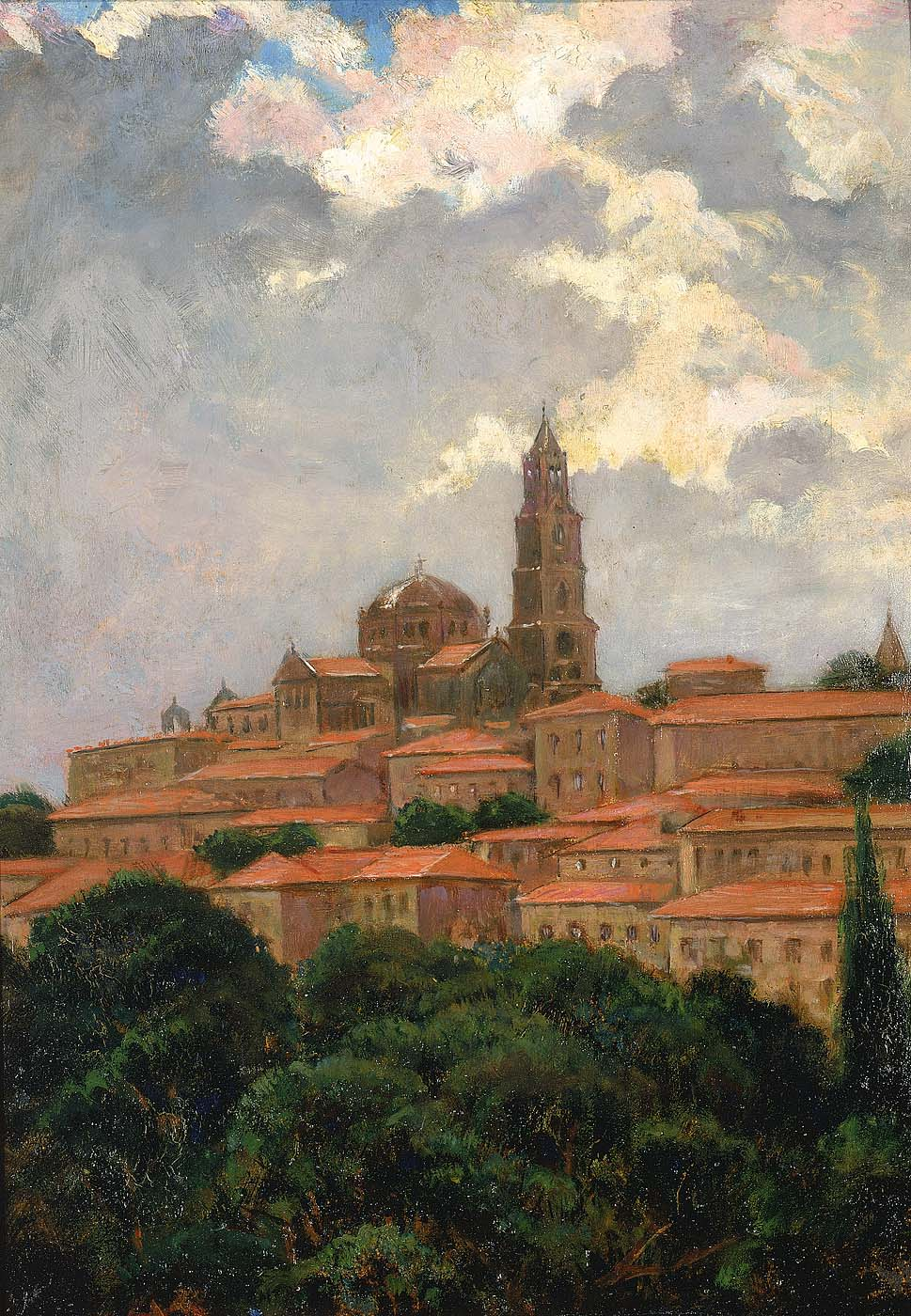
Cathédrale Notre-Dame du Puy (Le Puy-en-Velay).